# Jean-Julien Rojer
Jean-Julien Rojer (født 25. august 1981) er en nederlandsk tennisspiller. Han repræsentere sit land under Sommer-OL 2012 i London, der blev han slået ud i første runde i double.

## Grand Slam-titler
- French Open:
  - Mixeddouble 2014 (sammen med Anna-Lena Grönefeld)
- Wimbledon:
  - Herredouble 2015 (sammen med Horia Tecău)

## Eksterne Henvisninger
- Jean-Julien Rojers profil på Olympics.com (engelsk)
- Jean-Julien Rojers profil på Sports-Reference OL-resultater (arkiveret) (engelsk)
- Jean-Julien Rojers profil på Olympedia (engelsk)
- Jean-Julien Rojers profil hos ATP World Tour (engelsk)
- Jean-Julien Rojers profil hos ITF Tennis (engelsk)
- Jean-Julien Rojers profil hos Davis Cup (engelsk)
- Jean-Julien Rojers profil hos ITF Tennis (engelsk)